# Dăbâceni, Sălaj
Dăbâceni (în maghiară Kisdoboka) este un sat în comuna Ileanda din județul Sălaj, Transilvania, România.

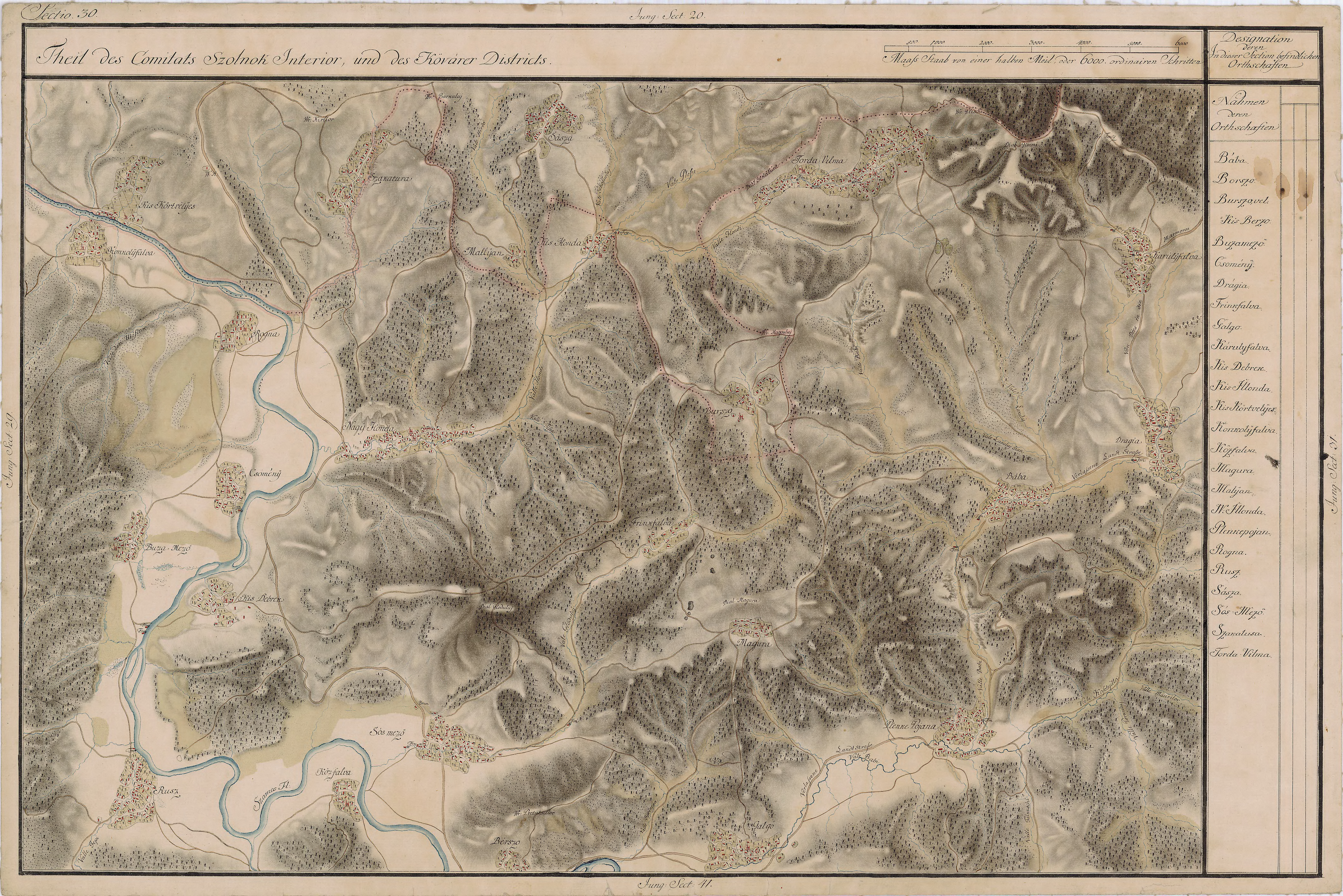
Dăbâceni în Harta Iosefină a Transilvaniei, 1769-1773